# Isidro Bejerano
Isidro Bejerano (La Cavada, Riotuerto, España; 1912-1970)
fue un ciclista español, siendo profesional entre comienzo del año 1941 hasta el año 1946.

En su palmarés se encuentra 1.º en la Vuelta a Cantabria, subcampeón de España senior en 1943, 8.º en la Vuelta a España (1942) y 2.º la en Vuelta al País Vasco (1944).

### Resultados en la Vuelta en España
- 1942. 8.º de la clasificación general.[7]